# Liste der Naturdenkmale in Würselen

Naturdenkmalzeichen

Die Liste der Naturdenkmale in Würselen listet sämtliche Naturdenkmale der Stadt Würselen auf.
Ein Naturdenkmal ist ein natürlich entstandenes Landschaftselement, das unter Naturschutz gestellt ist. Es kann ein einzeln stehendes oder vorkommendes Gebilde wie eine Felsnadel oder ein einzeln stehender Baum sein, undefinierten Umfangs wie eine Höhle oder auch ein Gebiet oder Gebilde mit einer beschränkten Fläche und einer klaren Abgrenzung von seiner Umgebung wie ein Felsengarten oder eine Wiese; letztere werden als flächenhaftes Naturdenkmal oder Flächennaturdenkmal bezeichnet.

## Naturdenkmale in Würselen
| Denkmal-Nummer | Ort / Lage                                                                                            | Bezeichnung des ND                                                           | Anzahl | Art                           | Eingetragen seit | Schutzgrund | Beschreibung                                                                                                | Bild                          |
| -------------- | --- | ---------------------------------------------------------------------------- | ------ | ----------------------------- | ---------------- | ----------- | --- | ----------------------------- |
| 35             | Würselen-Pley neben der Antoniuskapelle Karte                                                         | 1 Pappel                                                                     | 1      | Schwarzpappel (Populus nigra) | 08.11.1973       |             | Die Pappel musste am Mittwoch, den 6. August 2025, wegen Baumfäulnis aus Sicherheitsgründen gefällt werden. | mehr Fotos \| Fotos hochladen |
| 40             | Würselen-Broichweiden vor dem Wohnhaus St.-Jobser-Str. 38 Karte                                       | 1 Stieleiche (Quercus robur)                                                 | 1      | Stieleiche                    |                  |             | | Fotos hochladen               |
| LP I, 2.3-3    | Würselen-Oppen-Haal Haaler Straße, 100 m vor der Unterquerung der A4 Karte                            | 1 Stieleiche                                                                 | 1      | Stieleiche (Quercus rubor)    | 05.09.1991       |             | | Fotos hochladen               |
| LP I, 2.3-4    | Würselen Wurmtal, rechte Wurmseite zwischen Würselen und Herzogenrath, gegenüber der Kläranlage Karte | Steinbruchwand (Höhe 12 m, Breite 20 m)                                      |        |                               | 05.09.1991       |             | | Fotos hochladen               |
| LP I, 2.3-5    | Würselen Wurmtal, rechte Wurmseite zwischen Würselen und Herzogenrath, gegenüber der Kläranlage Karte | Wegezuschnitt, ca. 50 m lang, mit liegender Falte und begrenzenden Störungen |        |                               | 05.09.1991       |             | | Fotos hochladen               |
| LP I, 2.3-7    | Würselen 400 m nordöstlich Teuterhof Karte                                                            | Flöz Senteweck                                                               |        |                               | 05.09.1991       |             | | Fotos hochladen               |
| LP I, 2.3-8    | Würselen 200 m südsüdöstlich des Teuterhofs Karte                                                     | Flöz Kleinmühlenbach                                                         |        |                               | 05.09.1991       |             | | Fotos hochladen               |
| LP I, 2.3-9    | Würselen Wurmtal, rechte Wurmseite, 250 m nördlich von Wolfsfurth Karte                               | Felsen an der Wolfsschlucht                                                  |        |                               | 05.09.1991       |             | Sandstein des Oberkarbon mit Rippelmarken                                                                   | Fotos hochladen               |